# 滋賀県信用農業協同組合連合会
滋賀県信用農業協同組合連合会（しがけんしんようのうぎょうきょうどうくみあいれんごうかい）は、滋賀県の金融機関。農林中央金庫・JAとともにJAバンクを形成するJA信用事業の中核機関のひとつ。通称、JAバンク滋賀信連。

## 事業所

### 本所
〒520-0044　　滋賀県大津市京町四丁目3番38号
北緯35度0分18.2秒 東経135度52分9.0秒 / 北緯35.005056度 東経135.869167度

### 事務センター
〒520-0801　　滋賀県大津市におの浜三丁目1番9号
北緯35度0分19.5秒 東経135度53分5.5秒 / 北緯35.005417度 東経135.884861度

## 沿革
- 1911年8月　滋賀県信用組合連合会 設立
- 1943年12月　滋賀県農業会 設立
- 1948年8月　滋賀県信用農業協同組合連合会 設立
- 1974年10月　系統為替滋賀県センター 発足
- 1979年2月　全国銀行内国為替制度 加盟
- 1990年7月　MICS 開始
- 1991年10月　県内JA貯金残高1兆円 突破
- 1991年10月　貯金残高8000億円 突破
- 1999年10月　JASTEMシステム 移行
- 2000年5月　ゆうちょ銀行とのATM提携 開始
- 2001年6月　経営管理委員会制度 導入
- 2005年11月　セブン銀行とのATM提携 開始
- 2007年7月　JAバンク滋賀ローンセンター 設置
- 2010年1月　JASTEM次期システム 移行
- 2011年3月　貯金残高9,000億円 突破
- 2011年4月　年金センター、農業金融センター 設置

## 業務内容
1. 貯金業務・・・県内JAや農業関連団体、農業関連産業、地方公共団体、一般企業などから当座・普通・定期などの受入。
2. 金銭収納業務・・・日本銀行歳入復代理店として国税・歳入金の受入。滋賀県指定代理金融機関として県税・県立学校授業料などの収納。
3. 信託契約代理店業務・・・ 農中信託銀行の信託契約代理店として金銭信託や有価証券信託、金銭債権信託などの信託契約の締結。
4. 窓口販売業務・・・国債や投資信託などの金融商品の販売。
5. 為替決済業務・・・県内JAの事務の集中処理。県内JAへの研修・臨店検査。
6. 融資業務・・・シンジケートローンや金融機関向け貸出、地方公共団体貸出、農業法人向け融資、個人・法人向け融資。
7. 受託貸付業務・・・日本政策金融公庫・住宅金融支援機構・福祉医療機構の受託店として住宅資金・進学資金などの融資。
8. 資金運用業務・・・株式や受益証券、長期国債、金融債、中短期債等への投資。ロークーポン債の処分。
9. JA指導・支援業務・・・県内JAの内部統制の強化・リスク管理高度化。貯金・融資の獲得推進。JASTEMシステムの運営。

## イメージキャラクター
- 佐々木亜弥 - 2007年「JAバンク滋賀」イメージキャラクター
- 西村有香里 - 2011年「JAバンク滋賀」イメージキャラクター